# Daniel Kass
Daniel Kass –conocido como Danny Kass– (Pompton Plains, 21 de septiembre de 1982) es un deportista estadounidense que compitió en snowboard, especialista en la prueba de halfpipe.
Participó en dos Juegos Olímpicos de Invierno, Salt Lake City 2002 y Turín 2006, obteniendo en cada edición la medalla de plata en la prueba de halfpipe.

## Medallero internacional
| Juegos Olímpicos | Juegos Olímpicos                | Juegos Olímpicos | Juegos Olímpicos |
| Año              | Lugar                           | Medalla          | Competición      |
| ---------------- | ------------------------------- | ---------------- | ---------------- |
| 2002             | Salt Lake City (Estados Unidos) | Medalla de plata | Halfpipe         |
| 2006             | Turín (Italia)                  | Medalla de plata | Halfpipe         |